# 四蕊山莓草
四蕊山莓草（学名：Sibbaldia tetrandra）为蔷薇科山莓草属的植物。分布在俄罗斯中亚地区以及中国大陆的新疆、西藏、青海等地，生长于海拔3,000米至5,400米的地区，见于林下、山坡草地以及岩石缝中，目前尚未由人工引种栽培。